# الغواصة الألمانية هاي (أس 170)
غواصة ألمانية هاي سابقا يو-2365 غواصة من الفئة الثالثة والعشرون خدمت في ألمانيا النازية لبحريتها كريغسمرين خلال الحرب العالمية الثانية، كانت واحدة من الغواصات الأولى التي خدمت في البحرية الألمانية. تم طلبها في 20 سبتمبر 1944، وتم وضعها في 6 ديسمبر 1944 في دويتشه ويرفت، هامبورغ في الساحة رقم 519. تم إطلاقها في 26 يناير 1945 بتكليف في 2 مارس 1945.  تم إغراق الغواصة في عام 1945،لكن تم أستخراجها في عام 1956 وتم تكليفها مجددا للخدمة في البحرية الألمانية باسم هاي، حيث بقيت في الخدمة حتى غرقت عن طريق الصدفة في عام 1966.

## سجل الخدمة
في 8 أيار (مايو) 1945، تم إغراق الغواصة شمال غرب أنهولت في كاتيغات كجزء من عملية ريجنوجين . ويقع حطام أصلا في 56°51′N 11°49′E / 56.850°N 11.817°E .